# Amphithée
Amphithée (en grec ancien : Ἀμφιθέα / Amphithéa), est le nom de plusieurs personnages féminins dans la mythologie grecque :

## Aïeule d'Ulysse
La plus célèbre est la femme d'Autolicus et aïeule d'Ulysse. Cette Amphithée est la fille de Lycurgue, roi de Némée et la mère d'Ophelte. Elle porte aussi le nom d'Eurydice.

## Fille de Pronax
Le pseudo-Apollodore mentionne une autre Amphitée, la fille de Pronax et la femme d'Adraste, roi d'Argos.

## Mère des Aurai
Une troisième Amphithée serait la mère des Aurai, nymphes de la brise, qu'elle aurait eu d'Éole (dieu des vents).

## Source
« Amphithée », dans Louis-Gabriel Michaud, Biographie universelle ancienne et moderne : histoire par ordre alphabétique de la vie publique et privée de tous les hommes avec la collaboration de plus de 300 savants et littérateurs français ou étrangers, 2e édition, 1843-1865 [détail de l’édition]